# Earlington
Earlington é uma cidade localizada no estado americano de Kentucky, no Condado de Hopkins.

## Demografia
Segundo o censo americano de 2000, a sua população era de 1649 habitantes.
Em 2006, foi estimada uma população de 1600, um decréscimo de 49 (-3.0%).

## Geografia
De acordo com o United States Census Bureau tem uma área de
9,3 km², dos quais 8,7 km² cobertos por terra e 0,6 km² cobertos por água.

## Localidades na vizinhança
O diagrama seguinte representa as localidades num raio de 16 km ao redor de Earlington.